# إليوت شوارتز
إليوت شوارتز (بالإنجليزية: Elliott Schwartz)‏ هو عالم موسيقى وملحن أمريكي، ولد في 19 يناير 1936 في نيويورك في الولايات المتحدة، وتوفي في 7 ديسمبر 2016 في برونزويك في الولايات المتحدة.

## وصلات خارجية
- الموقع الرسمي
- إليوت شوارتز على موقع ميوزك برينز (الإنجليزية)
- إليوت شوارتز على موقع ديسكوغز (الإنجليزية)